# Ludwik III (król zachodniofrankijski)
Ludwik III (ur. ok. 863, zm. 5 sierpnia 882 w Saint-Denis) – król zachodniofrankijski w latach 879–882, syn Ludwika II Jąkały, z dynastii Karolingów francuskich.
Współrządził wraz ze swym bratem Karlomanem (879–884). Obaj chcieli w swych rządach oprzeć się na wasalnych książętach i hrabiach, nie mieli wszak większego wpływu na ich działania. Od 840 r. godności arystokratyczne były dziedziczne, synowie wasalnych arystokratów mieli prawo przejmowania dóbr nadanych ich ojcom przez królów. Kolejni władcy nie mogli tych dóbr odebrać, co skutkowało coraz większym uniezależnieniem się lokalnych hrabstw i księstw od centralnej władzy królewskiej.
W 881 roku zatrzymał wojska normańskie w bitwie pod Saucourt-en-Vimeu.
Po śmierci Ludwika III przez dwa lata rządził sam jego brat Karloman.